# Schizophyllum caspicum
Schizophyllum caspicum är en mångfotingart som beskrevs av Hans Lohmander. Schizophyllum caspicum ingår i släktet Schizophyllum och familjen kejsardubbelfotingar. Inga underarter finns listade i Catalogue of Life.